# Ферберит
Ферберитът е минерал от групата на волфраматите, описван с химичната формула FeWO4. Представлява черен монолитен минерал, съединение на желязо(II) и волфрам.
Ферберитът се среща под формата на грануларни маси и фини призматични кристали. Притежава твърдост по скалата на Моос - 4,5 и относителна плътност от 7,4 до 7,5. Ферберитът се среща в пегматитни и гранитни скали, както и във високотемпературни хидротермални отлагания. Представлява второстепенна руда за производството на волфрам.
Открит е и описан за първи път през 1863 в Сиера Алмагрега (Sierra Almagrera), Испания. Наименован е в чест на германския минеролог Мориц Рудолф Фербер (1805 – 1875).